# Eucereon meridionalis
Eucereon meridionalis är en fjärilsart som beskrevs av Rothschild 1912. Eucereon meridionalis ingår i släktet Eucereon och familjen björnspinnare. Inga underarter finns listade i Catalogue of Life.